# Бели (Новгородская область)
Бели — деревня в Мошенском районе Новгородской области России. Входит в состав Калининского сельского поселения.

## География
Деревня расположена в 11 километрах к северо-востоку от районного центра, села Мошенского. Ближайший населённый пункт — деревня Крупино (5,5 километров на восток). Высота над уровнем моря — 183 метра.
В деревне имеется 7 домов.

## История
На трёхвёрстной топографической карте Фёдора Шуберта, изданной в 1879 году, обозначена деревня Бели. Имела 17 дворов.
До революции деревня входила в состав Николо-Мошенской волости Боровичского уезда Новгородской губернии. По состоянию на 1911 год в Белях имелось 22 двора и 27 жилых строений; число населения составлял 171 человек. Основным занятием местного населения было земледелие. В деревне находилась часовня и магазин.
До 12 апреля 2010 года деревня входила в состав упразднённого в настоящее время Кабожского сельского поселения.

## Население
| 2010 |
| ---- |
| 11   |

По данным переписи 2002 года, население деревни составляло 14 человек.
Согласно результатам переписи 2002 года, русские составляли 100 % жителей.

## Известные уроженцы
Бойцова, Мария Филипповна (1929—1984) — передовик советской чёрной металлургии, Герой Социалистического Труда